# Barczeski
Barczeski – polski herb szlachecki.

## Opis herbu
W polu czerwonym trzy róże (2 nad 1) srebrne ze środkami złotymi i listkami zielonymi. Klejnot: Trzy róże jak w tarczy (1 nad 2), na łodyżkach czarnych. Labry czerwone, podbite srebrem.

## Najwcześniejsze wzmianki
1722 rok.

## Herbowni
Barczeski.